# 헤르만 헬러
헤르만 헬러(독일어: Hermann Heller, 1891년 7월 17일~1933년 11월 5일)은 독일 법학자이자 정치학자이다.
헬러는 킬 대학과 라이프치히 대학, 베를린 대학에서 강의했다. 그는 1930년 출간한 《법치국가냐 독재냐?》(Rechtsstaat oder Diktatur?)라는 책에서 사용한 "사회적 법치국가 (sozialer Rechtsstaat)"라는 개념으로 유명하다. 그는 또한 바이마르 공화국 시기 독일 사회민주당 내의 비맑시스트 진영에서 활동했다.
헬러는 카를 슈미트와의 논쟁으로 유명하며 1928년 시작되어 1932년 "프로이센 대제국 논쟁"에서 정점을 이루었다. 당시 헬러는 지방 정부측을 대표하고 슈미트는 제국측을 대표했다. 그는 호프가이이스마르 군(Hofgeismarer Kreis) 사민당 당원으로 적극적으로 활동했다.
그의 주 저서는 《국가학》(Staatslehre)이다. 이 책은 그가 사망할 때까지 쓰고 있었으며, 그의 사후 1934년 네덜란드에서 미완성인 채로 출판되었다. 그의 "국가학"은 실증주의와 이상주의와 거리를 두고 있으며 제2차 세계 대전 이후 독일 정치학의 초석이 된 저서 중에 하나로 평가받고 있다.

## 저서
- Europa und der Fascismus, 2., veränd. Aufl., 159 S., Berlin: de Gruyter, 1931
- Hegel und der nationale Machtstaatsgedanke in Deutschland. Ein Beitrag zur politischen Geistesgeschichte, VI, 210 S., Leipzig: B. G. Teubner, 1921
- Die politischen Ideenkreise der Gegenwart, Jedermanns Bücherei: Abteilung Rechts- und Staatswissenschaft Bd. 6, 156 S., Breslau: Ferdinand Hirt, 1926 독일정치사상사.교육과학사.1993(ISBN : 5000039944)
- Rechtsstaat oder Diktatur?, Recht u. Staat in Geschichte u. Gegenwart. Bd. 68., 26 S., Türbingen: J. C. B. Mohr, 1930
- Sozialismus und Nation, 102 S., Berlin: Arbeiterjugend.-Verlag, 1925; 2. Auflage, 105 S., Berlin: Ernst Rowohlt, 1931
- Die Souveränität. Ein Beitrag zur Theorie des Staats- und Völkerrechts, 177 S., Berlin: de Gruyter, Berlin 1927
- Staatslehre, XVI, 298 S., Leiden : Sijthoff, 1934 (6., bearbeitete Auflage, Tübingen 1983: ISBN 3-16-644693-1)국가론. 홍성방 역. 민음사.(ISBN(13) : 9788937441028)